# بنجامين هاريسون
بنجامين هاريسون (بالإنجليزية: Benjamin Harrison) (20 أغسطس 1833 - 13 مارس 1901) هو محامي وسياسي أميركي شغل منصب الرئيس الثالث والعشرين للولايات المتحدة بين عامي 1889-1893. ينتمي إلى عائلة هاريسون من فرجينيا، وهو حفيد الرئيس التاسع ويليام هنري هاريسون، وهما الجد والحفيد الوحيدان في تاريخ الولايات المتحدة اللذان شغلا هذا المنصب. وقبل ارتقائه إلى كرسي الرئاسة، كوّن هاريسون نفسه كمحام بارز، وزعيم للكنيسة المشيخية، وسياسي في إنديانابوليس عاصمة ولاية إنديانا. خدم هاريسون في جيش الاتحاد برتبة عقيد خلال الحرب الأهلية الأمريكية، ومنحه مجلس الشيوخ الأمريكي رتبة عميد للمتطوعين في يوم 14 فبراير 1865. ترشح هاريسون لمنصب حاكم ولاية إنديانا في عام 1876 دون نجاح. وانتخبته الجمعية العامة في إنديانا لعضوية مجلس الشيوخ الأميركي لست سنوات، حيث شارك فيه من 4 مارس 1881 إلى 4 مارس 1887.
تم انتخاب هاريسون الجمهوري للرئاسة في عام 1888، وهزم الرئيس الديمقراطي جروفر كليفلاند. وتميزت إدارة هاريسون بالتشريعات الاقتصادية الحديثة، بما في ذلك تعرفة ماكينلي التي فرضت ضرائب تجارة وقائية، وكذلك قانون شيرمان لمكافحة الاحتكار. كما سهل هاريسون إنشاء المحميات الوطنية للغابات من خلال تعديل على قانون مراجعة الأراضي عام 1891. تم إدخال ست ولايات غربية إلى الاتحاد خلال فترة إدارته. وبالإضافة إلى ذلك، قام هاريسون بتعزيز وتحديث البحرية الأمريكية وعرف بسياسته الخارجية الفعالة، ولكن مقترحاته لتأمين عملية تمويل التعليم الاتحادي فضلا عن إنفاذ حق التصويت للسود لم تكلل بالنجاح.
بلغ الإنفاق الفيدرالي خلال فترة ولايته مليار دولار للمرة الأولى في تاريخ الولايات المتحدة، وذلك بفضل فائض العائدات من الرسوم الجمركية. وساهمت قضية الإنفاق هذه في هزيمة الجمهوريين في الانتخابات النصفية عام 1890. وتمكن كليفلاند من هزيمة هاريسون في انتخابات عام 1892، وذلك بسبب تنامي السخط على الرسوم الجمركية المرتفعة والإنفاق الفيدرالي العالي. عاد هاريسون إلى حياته الخاصة ومارس المحاماة في إنديانابوليس. في عام 1900 مثل هاريسون جمهورية فنزويلا في قضية دولية ضد المملكة المتحدة. سافر هاريسون إلى أوروبا ليتابع القضية وعاد إلى إنديانابوليس بعد فترة قصيرة. توفي هاريسون في منزله في إنديانابوليس عام 1901 بعد إصابته بمضاعفات ناجمة عن الإنفلونزا. ورغم أن الكثيرين أثنوا على التزام هاريسون بمنح السود حق التصويت فإن الباحثين والمؤرخين يعتبرون إدارته عموما على أنها تحت المتوسط، ويضعونه في النصف السفلي من بين قوائم أفضل رؤساء الولايات المتحدة. ومع ذلك لم يشكك المؤرخون بالتزام هاريسون بالأمانة سواء على المستوى الشخصي أو الرسمي.

## زواجه وبداية مسيرته المهنية
بعد تخرجه من الكلية عام 1852، درس هاريسون القانون مع القاضي بيلامي ستورر من سينسيناتي، ولكن قبل أن يكمل دراسته، عاد إلى أكسفورد (أوهايو) ليتزوج من كارولين سكوت في 20 أكتوبر عام 1853. تكفل والد كارولين، الوزير المشيخي، بإقامة حفل الزواج. كان لدى هاريسون وزوجته طفلان هما راسل بنجامين هاريسون (12 أغسطس 1854 - 13 ديسمبر 1936) وماري «مامي» سكوت هاريسون (3 أبريل 1858 - 28 أكتوبر 1930).
عاد هاريسون وزوجته للعيش في ذا بوينت، وهي مزرعة والده في جنوب غرب ولاية أوهايو، إلى حين إنهاء دراساته القانونية. سُمح له بممارسة القانون في أوهايو في أوائل عام 1854، في نفس العام الذي باع فيه عقارات ورثها بعد وفاة عمته بمبلغ 800 دولار (أي ما يعادل 22,764 دولارًا في عام 2019)، واستخدم الأموال للانتقال مع كارولين إلى إنديانابوليس في إنديانا. بدأ هاريسون بممارسة المحاماة في مكتب جون إتش. راي في عام 1854، وأصبح مُحضِّرًا للمحكمة الفيدرالية في إنديانابوليس، حيث كان يتقاضى 2.50 دولار في اليوم. شغل منصب مفوض محكمة المطالبات الأمريكية. أصبح هاريسون عضوًا مؤسسًا وأول رئيس لكلٍ من نادي الجامعة، وهو نادي سادة خاص في إنديانابوليس، ونادي خريجي فاي دلتا ثيتا. أصبح هاريسون وزوجته أعضاء في الكنيسة المشيخية الأولى في إنديانابوليس وتولوا مناصب قيادية فيها.
بعد أن نشأ في أسرة تابعة لحزب اليمين، فضل هاريسون في البداية سياسات هذا الحزب، لكنه انضم إلى الحزب الجمهوري بعد وقت قصير من تشكيله في عام 1856، وقام بحملة نيابة عن مرشح الرئاسة الجمهوري، جون تشارلز فريمونت. في عام 1857، انتُخب هاريسون ليصبح محامي مدينة إنديانابوليس، وهو المنصب الذي كان مصحوبًا براتب سنوي قدره 400 دولار (ما يعادل 10,976 دولار في عام 2019).
في عام 1858، دخل هاريسون في شراكة قانونية مع وليام والاس لتشكيل مكتب محاماة والاس وهاريسون. بعد ذلك بعامين، في عام 1860، نجح هاريسون بصفته مرشحًا جمهوريًا في أن يصبح مخبر المحكمة العليا في إنديانا. كان هاريسون مؤيدًا نشطًا لمنصة الحزب الجمهوري وشغل منصب أمين لجنة الدولة الجمهورية. بعد انتخاب والاس، شريكه القانوني، كاتبًا للمقاطعة في عام 1860، أسس هاريسون شركة محاماة جديدة مع وليام فيشباك سُميت فيشباك وهاريسون. عمل الشريكان الجديدان معًا حتى دخل هاريسون جيش الاتحاد بعد بدء الحرب الأهلية الأمريكية.

## روابط خارجية
- بنجامين هاريسون على موقع الموسوعة البريطانية (الإنجليزية)
- بنجامين هاريسون على موقع إن إن دي بي (الإنجليزية)